# Charles de Bourbon-Siciles (1870-1949)
Pour les articles homonymes, voir Charles de Bourbon.
Le prince Charles de Bourbon (en italien, Carlo di Borbone), devenu l’infant Charles (en espagnol, don Carlos de Borbón y Borbón), né le 10 novembre 1870 à Gries, en Autriche-Hongrie, et mort le 11 novembre 1949 à Séville, en Espagne, est un membre de la maison de Bourbon-Siciles devenu membre de la famille royale d’Espagne en épousant l’infante María de las Mercedes. Par son second mariage avec la princesse Louise d’Orléans, le prince est le grand-père de Juan Carlos au travers de sa fille María de las Mercedes.

## Biographie
Neveu du roi François II des Deux-Siciles qui fut déposé par les Chemises rouges et un référendum truqué au profit de la Maison de Savoie, il est le fils cadet du prince Alphonse de Bourbon-Siciles (1841-1934), comte de Caserte et prétendant au trône du royaume des Deux-Siciles après la mort de son frère en 1894 et de la comtesse née Marie-Antoinette de Bourbon-Siciles (1851-1938). 
Son parrain est Charles de Bourbon, duc de Madrid (prétendant carliste au trône d’Espagne et légitimiste au trône de France). 
Il épousa en 1901 la sœur aînée du roi d'Espagne Alphonse XIII, Mercedes de Bourbon (1880-1904), qui était la princesse des Asturies, héritière du trône espagnol depuis 1881.
Quelques jours avant ce mariage, Charles de Bourbon fut nommé infant d'Espagne, avec la condition de renoncer à ses éventuels droits sur le trône aboli du royaume des Deux-Siciles. Naturalisé espagnol, il fit une carrière militaire qui le mena à devenir capitaine général d'Andalousie puis capitaine général de Catalogne en 1930.
Il eut trois enfants de la princesse des Asturies :
1. l'infant Alphonse (1901-1964) (qui sera prétendant au trône des Deux-Siciles de 1960 à 1964), héritier du trône espagnol entre la mort de sa mère et la naissance du fils aîné d'Alphonse XIII (donc de 1904 à 1907),
2. l'infant Ferdinand de Bourbon (1903-1905) (es),
3. l'infante Isabelle-Alphonsine (Madrid, 10 octobre 1904-Madrid, 18 juillet 1985), qui épouse à Madrid le 9 mars 1929 le comte Jan Zamoyski.

Après son veuvage, l'infant Charles épousa en deuxièmes noces en 1907 Louise d'Orléans (1882-1958), fille de Philippe d'Orléans (1838-1894), « comte de Paris » et de Marie-Isabelle d'Orléans (1848-1919). 
Ils eurent quatre enfants, assimilés aux infants d'Espagne mais sans recevoir ce titre :
1. Charles de Bourbon-Siciles (1908-1936), prince des Deux-Siciles, qui meurt dans les rangs nationalistes pendant la guerre civile espagnole.
2. María de los Dolores (1909-1996), qui épouse, en 1937, le prince polonais Augustyn Józef Czartoryski (1907-1946),
3. María de las Mercedes (1910-2000), mère du roi Juan-Carlos (qui est donc Bourbon tant du côté paternel que du côté maternel).
4. María de la Esperanza (1914-2005), qui épouse en 1944 le prince Pierre Gaston d'Orléans-Bragance, prince du Brésil.

Par sa fille María de las Mercedes, Charles de Bourbon est le grand-père maternel du roi Juan Carlos.
Charles de Bourbon et sa deuxième épouse sont enterrés à Séville, dans la crypte de l'église du Divin-Sauveur. L'infante Elena a déposé son bouquet de mariée sur leur tombe le jour de son union avec Jaime de Marichalar.

## Titulature et décorations

### Titulature
- 10 novembre 1870 — 7 février 1901 : Son Altesse royale le prince Charles de Bourbon, prince des Deux-Siciles
- 7 février 1901 — 11 novembre 1949 : Son Altesse royale Charles de Bourbon, infant d'Espagne

### Décorations
Royaume de Bavière
| Ordre de Saint-Hubert | Grand-croix de l'ordre de Saint-Hubert |

 Royaume des Deux-Siciles
| Ordre de Saint-Janvier                | Chevalier de l'illustre ordre royal de Saint-Janvier   |
| Ordre de Saint-Ferdinand et du Mérite | Grand-croix de l'ordre de Saint-Ferdinand et du Mérite |
| Ordre royal de François Ier           | Grand-croix de l'ordre royal de François Ier           |

 Royaume d'Espagne
| Chevalier de l’ordre illustre et royal de la Toison d’or    | Chevalier de l’ordre illustre et royal de la Toison d’or (7 février 1901),   |
| Collier de l’ordre royal et distingué de Charles III        | Collier de l’ordre royal et distingué de Charles III (7 février 1901),       |
| Grand-maître de l’ordre royal d’Isabelle la Catholique      | Grand-croix de l’ordre royal d’Isabelle la Catholique (7 février 1901),      |
| Ordre militaire d'Alcantara                                 | Grand commandant de l’ordre militaire d’Alcantara (21 mars 1901),            |
| Grand-croix (division rouge) de l’ordre du Mérite militaire | Grand-croix (division rouge) de l’ordre du Mérite militaire (4 mai 1910),    |
| Grand-croix du Mérite naval                                 | Grand-croix (division blanche) de l’ordre du Mérite naval (10 octobre 1923), |
| Société royale de chevalerie de Saragosse                   | Grand confrère de la société royale de chevalerie de Saragosse               |

 République française
| Ordre national de la Légion d'honneur | Grand-croix de l'ordre national de la Légion d'honneur |

 Prusse
| Ordre de l'Aigle noir | Chevalier de l'ordre de l'Aigle noir |

 Royaume de Saxe
| Ordre de la Couronne de Rue | Chevalier de l'ordre de la Couronne de Rue |

 Vatican
| Ordre équestre du Saint-Sépulcre de Jérusalem | Grand-croix avec collier de l'ordre équestre du Saint-Sépulcre de Jérusalem |